# Звездин, Юрий
Юрий И. Звездин (род. 1936) — советский хоккеист, нападающий.

## Биография
Выступал за ленинградские команды ЛПИ / «Политехник» (1958/59, 1959/60 — 1960/61, 1963/64), два сезона в классе «А» провёл за ЛИИЖТ (1959/60) и «Кировец» (1961/62).